# Фарнете (Казерта)
Фарнете је насеље у Италији у округу Казерта, региону Кампанија.
Према процени из 2011. у насељу је живело 21 становника. Насеље се налази на надморској висини од 9 м.